# Klein kringmos
Klein kringmos (Neckera pumila) is een soort uit het geslacht kringmos (Neckera). Het komt voor op schors in eutrofe bossen.

## Determinatie

### Uiterlijke kenmerken
Klein kringmos vormt lichtgroene tot donkergroene, enigszins glanzende matten. De secundaire stengels zijn tot 5 (maximaal 10) centimeter lang, hebben platte bladeren en zijn geveerd. Naast de korte, normaal bladrijke takken zijn er vaak draadachtige, kleinbladige, flagella-achtige scheuten. Deze worden gebruikt voor vegetatieve vermeerdering.
De dicht op elkaar geplaatste, enigszins golvende, langwerpig-eivormige bladeren zijn scherp gepunt, de randen in de onderste helft van het blad zijn aan de ene kant naar binnen gevouwen, aan de andere kant teruggebogen en in het bovenste deel van het blad gezaagd. De bladnerf is kort en dubbel of vaak geheel afwezig.
Het mos is tweehuizig. Sporenkapsels worden zelden gevormd. Deze zijn langwerpig eivormig, hebben een 3 tot 5 millimeter lange seta en staan slechts iets boven de perichaetale bladeren. De kegelvormige kapseldeksel heeft een korte snavel. De sporen zijn papillose en 14 tot 20 µm groot.

### Microscopische kenmerken
De bladcellen in het midden van het blad zijn lineair, 5 tot 8 µm breed en 5 tot 6 keer zo lang als breed, ruitvormig of ovaal naar de bladtop toe. In de bladhoeken bevinden zich enkele vierkante cellen.

## Ecologie

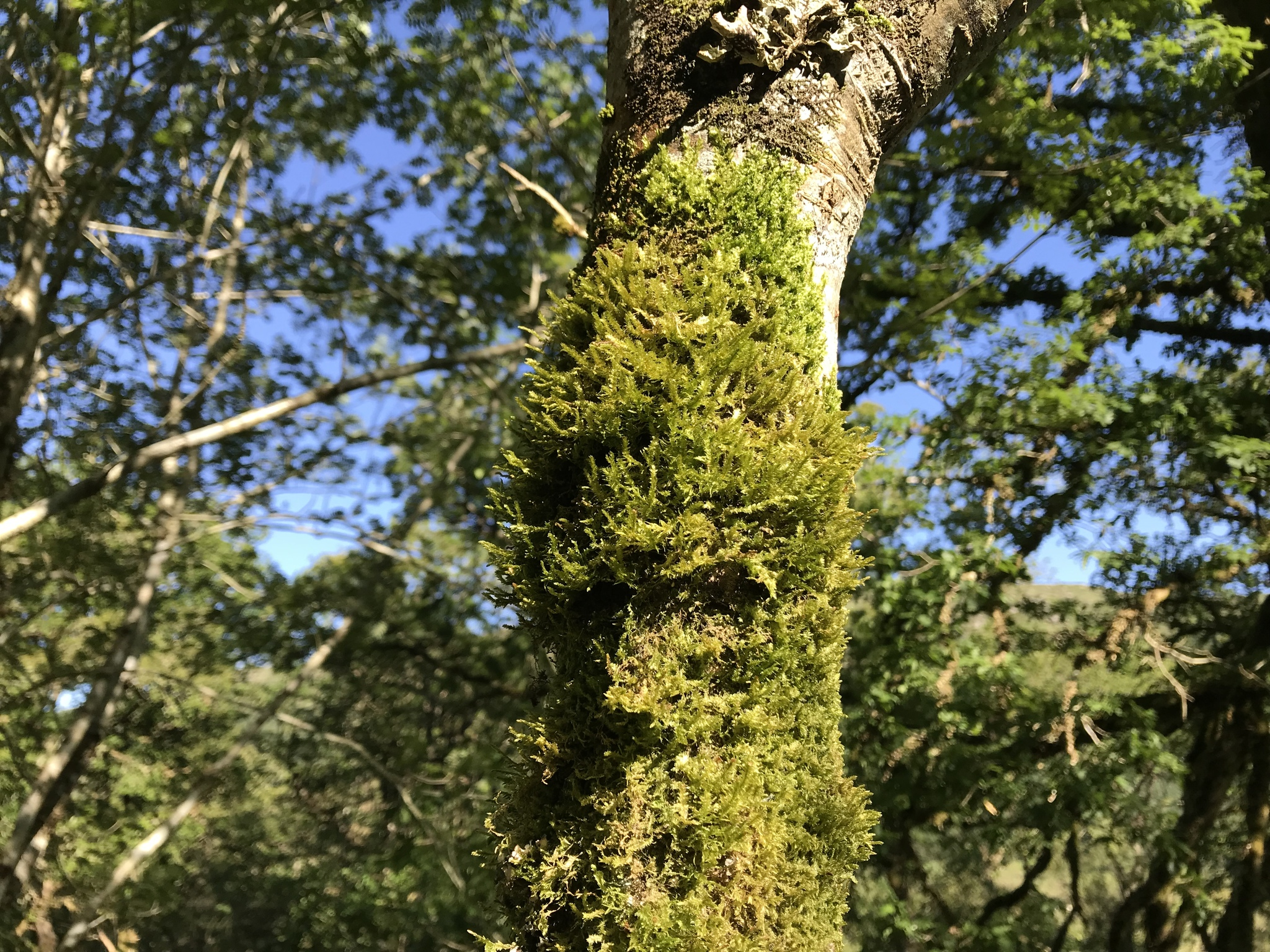
Klein kringmos op een boom.

Klein kringmos groeit voornamelijk op de schors van loofbomen, zeldzamer op naaldbomen, en af en toe zelfs op rotsen of in muurvegetatie op oude muren. Het groeit vooral op de stam van onder andere wilg, populier en vlier in bossen met hoge luchtvochtigheid. De groeiplaatsen bevinden zich in schaduwrijke en vochtige bossen, van de vlakten tot de bergachtige hoogten.

## Verspreiding
Klein kringmos komt voor in Europa, met uitzondering van de oostelijke delen, maar ook in Zuidwest-Azië, Noord-Afrika, de Canarische Eilanden en Madeira.
In Nederland is klein kringmos zeer zeldzaam. Het staat op de rode lijst in de categorie 'kwetsbaar'. De soort is in Nederland altijd zeldzaam geweest en ging tot de tachtiger jaren ook nog eens hard achteruit. Een belangrijk laatste bolwerk werd gevormd door oude beukenbossen op de Veluwe, op het type boom dat bij zorgvuldig bosbeheer wordt gekapt om meer ruimte te geven aan de mooie, rechte en gezonde bomen. Hier groeide eind jaren tachtig (nu nog?) de soort op kromme en slecht ontwikkelde beuken. In 2001 werd de soort gevonden in Zuidoost-Brabant in een populierenbosje. Het mos groeide hier op vijf verschillende bomen, steeds in mooi ontwikkelde populaties. Vervolgens werden er nog drie waarnemingen in Noord-Brabant gedaan. Het lijkt er op dat klein kringmos zoals veel epifyten profiteert van de schoner wordende lucht.

## Fotogalerij

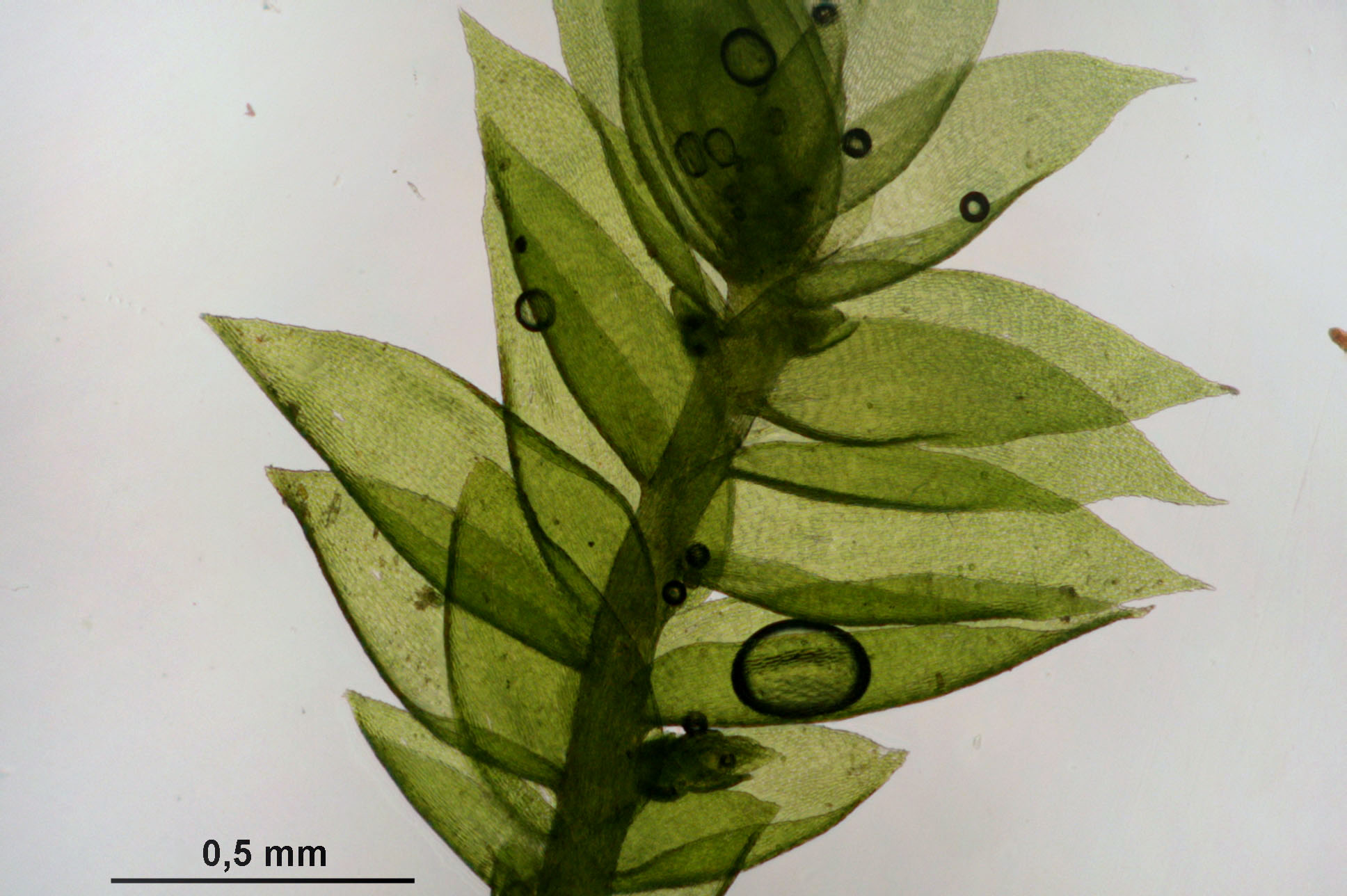
Plant
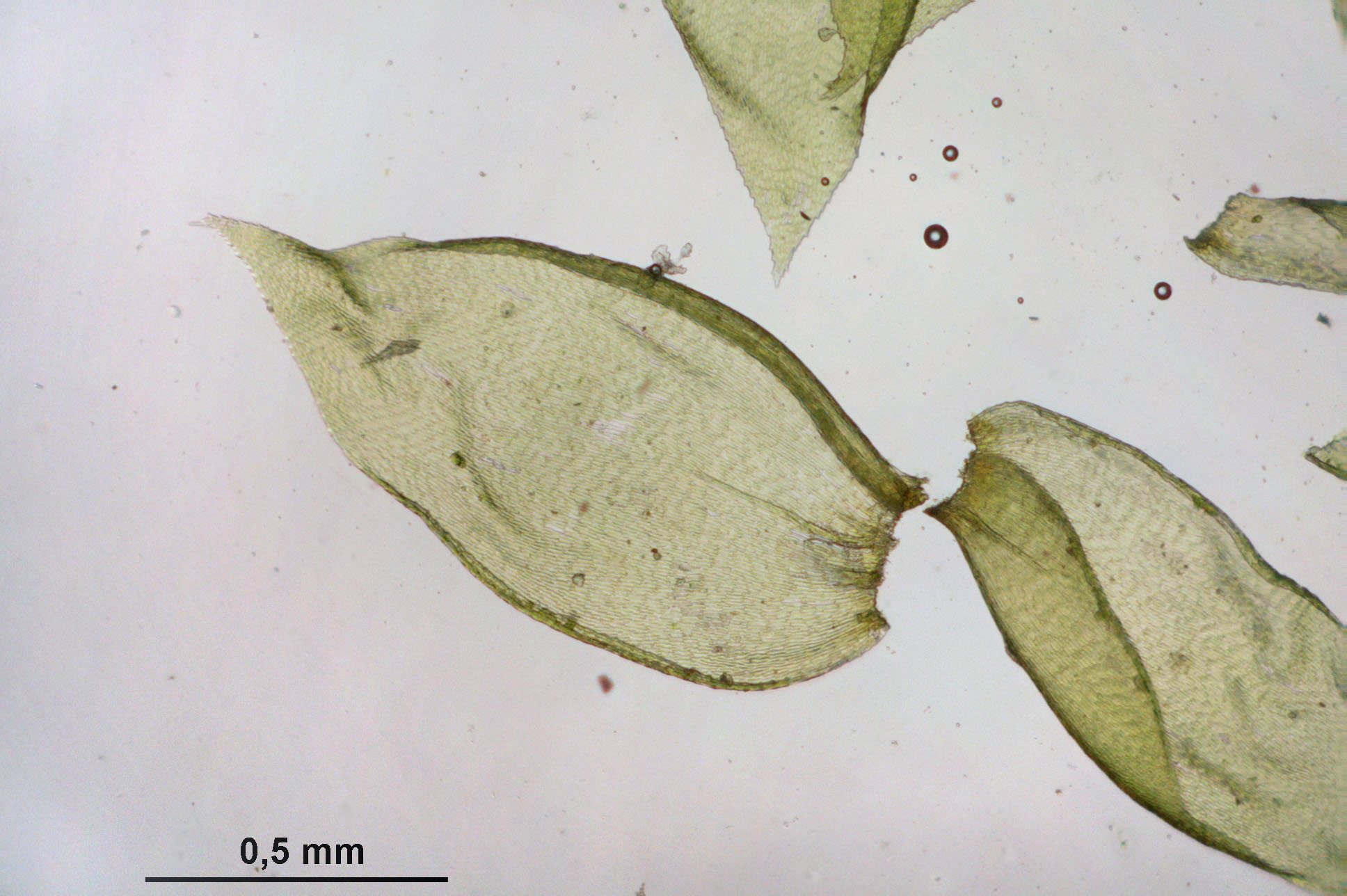
Blad
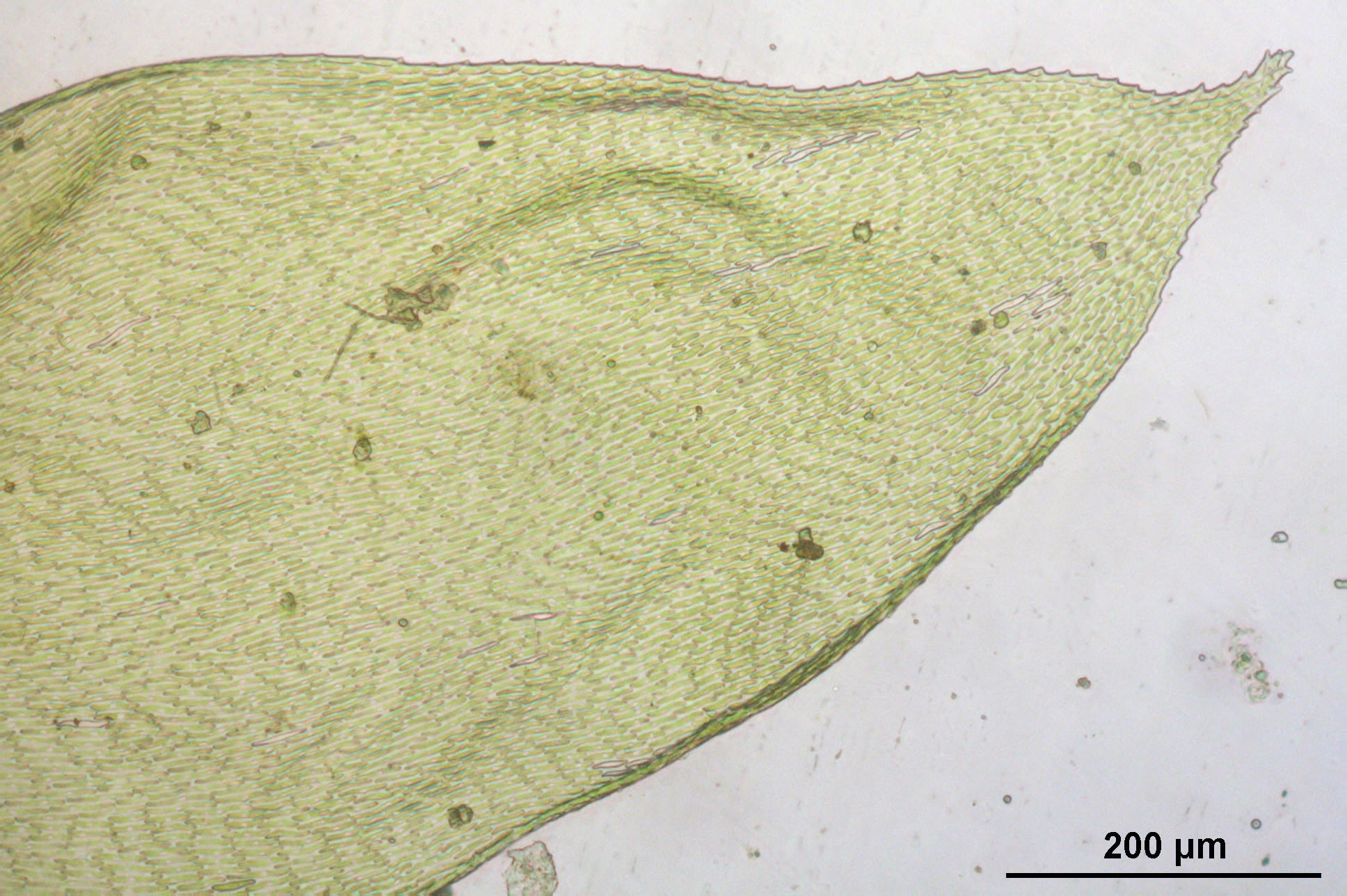
Bladtop
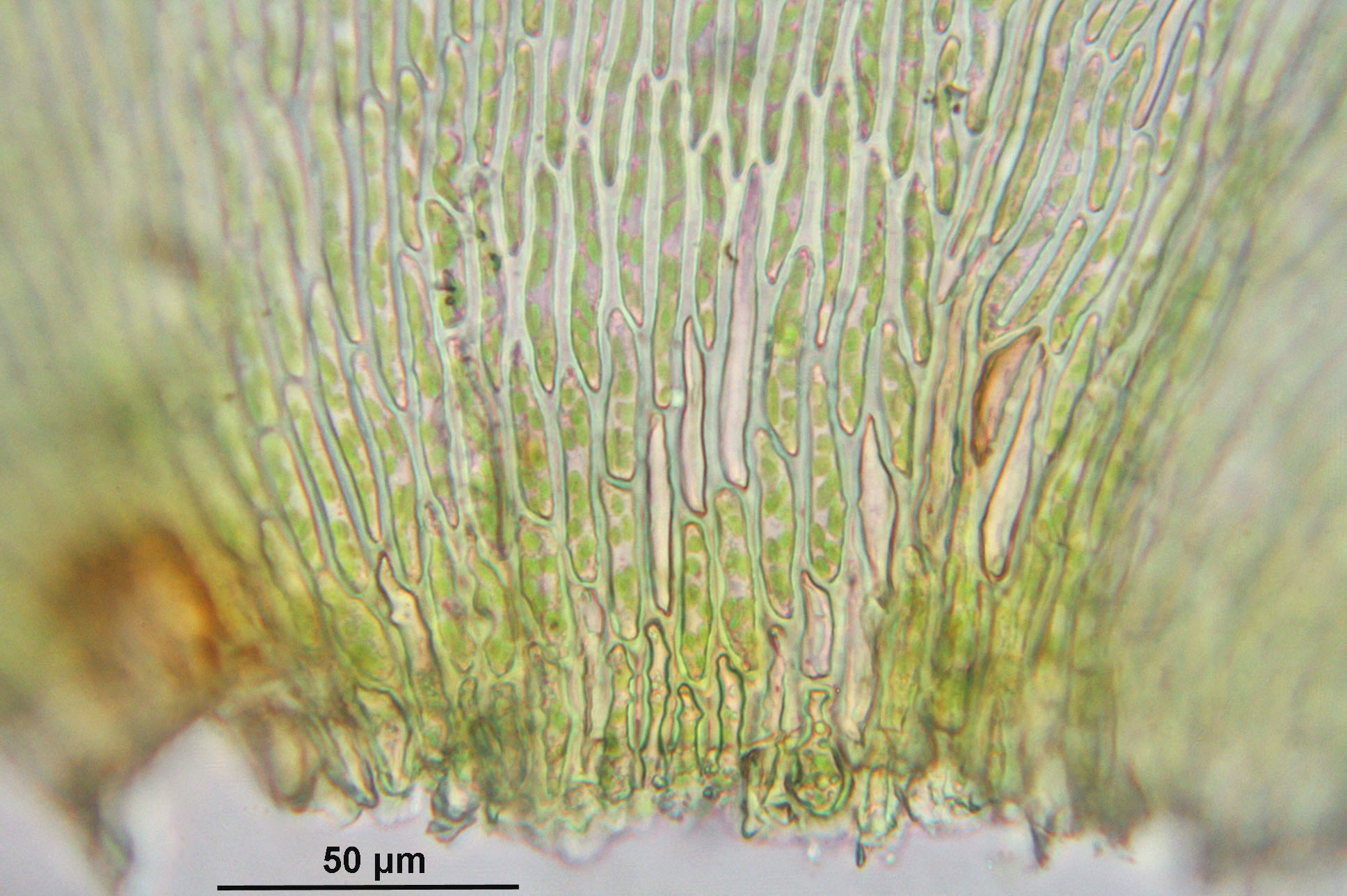
Bladcellen bladvoet
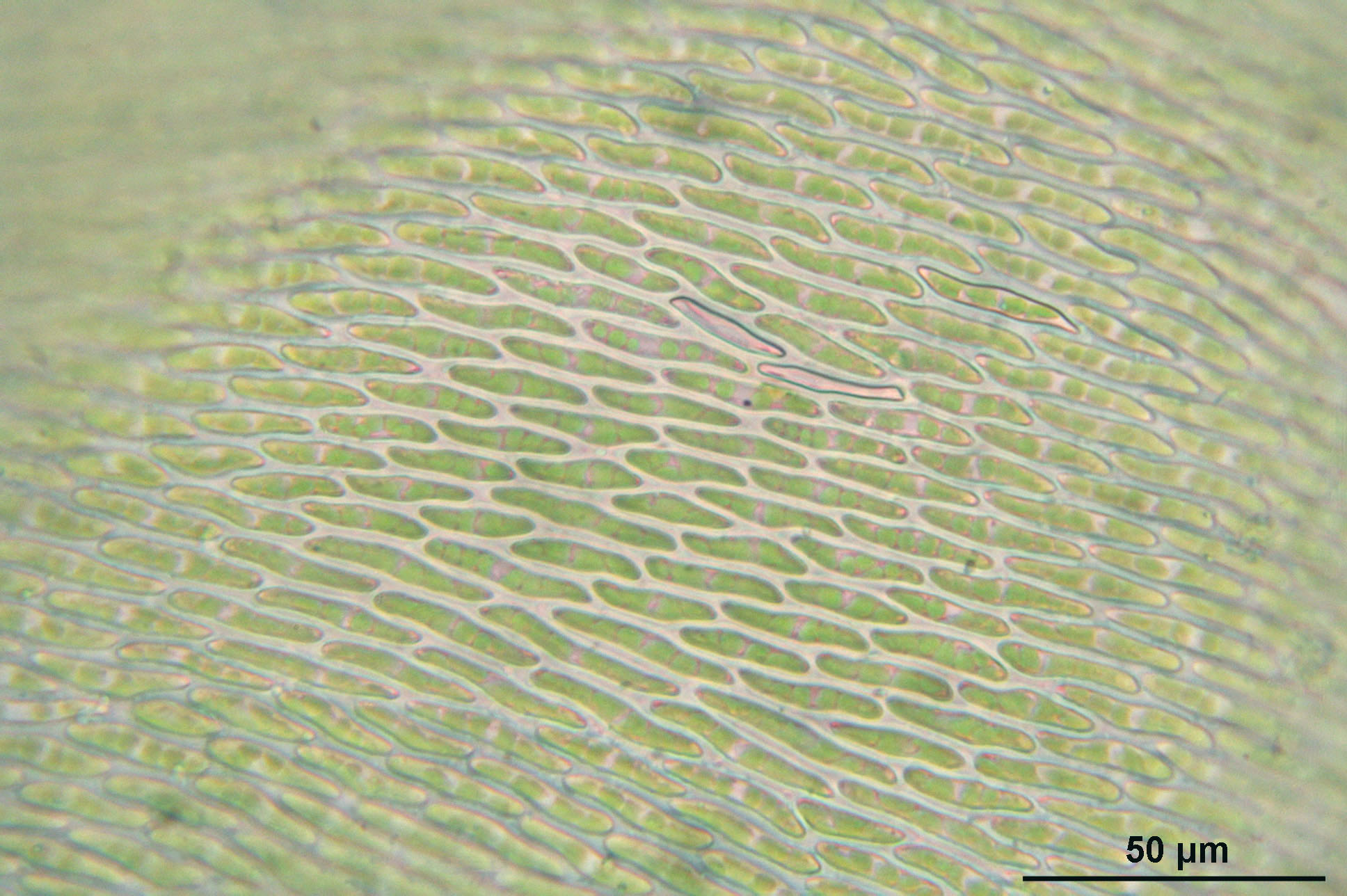
Bladcellen bladmidden
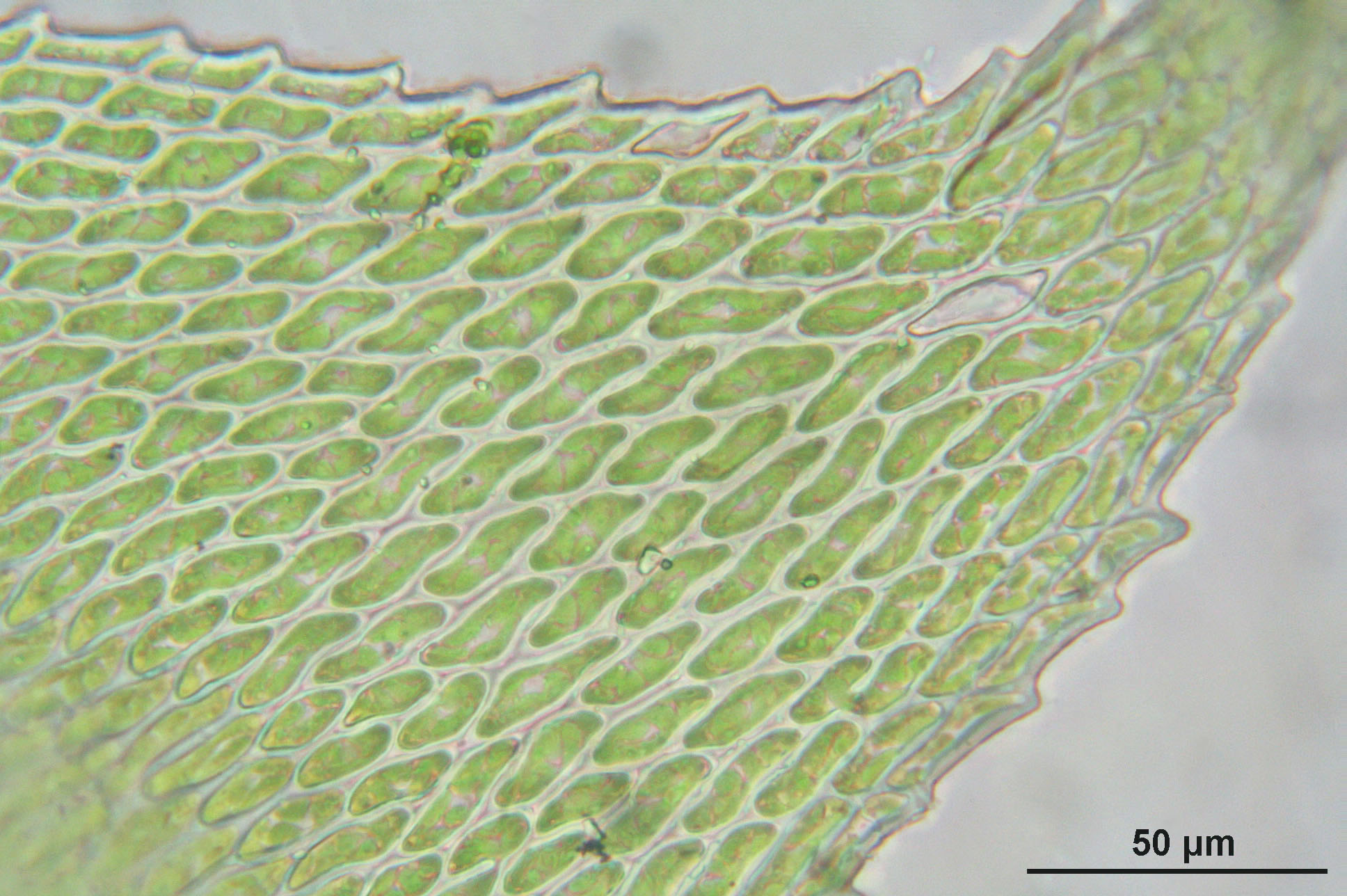
Bladcellen bladtop
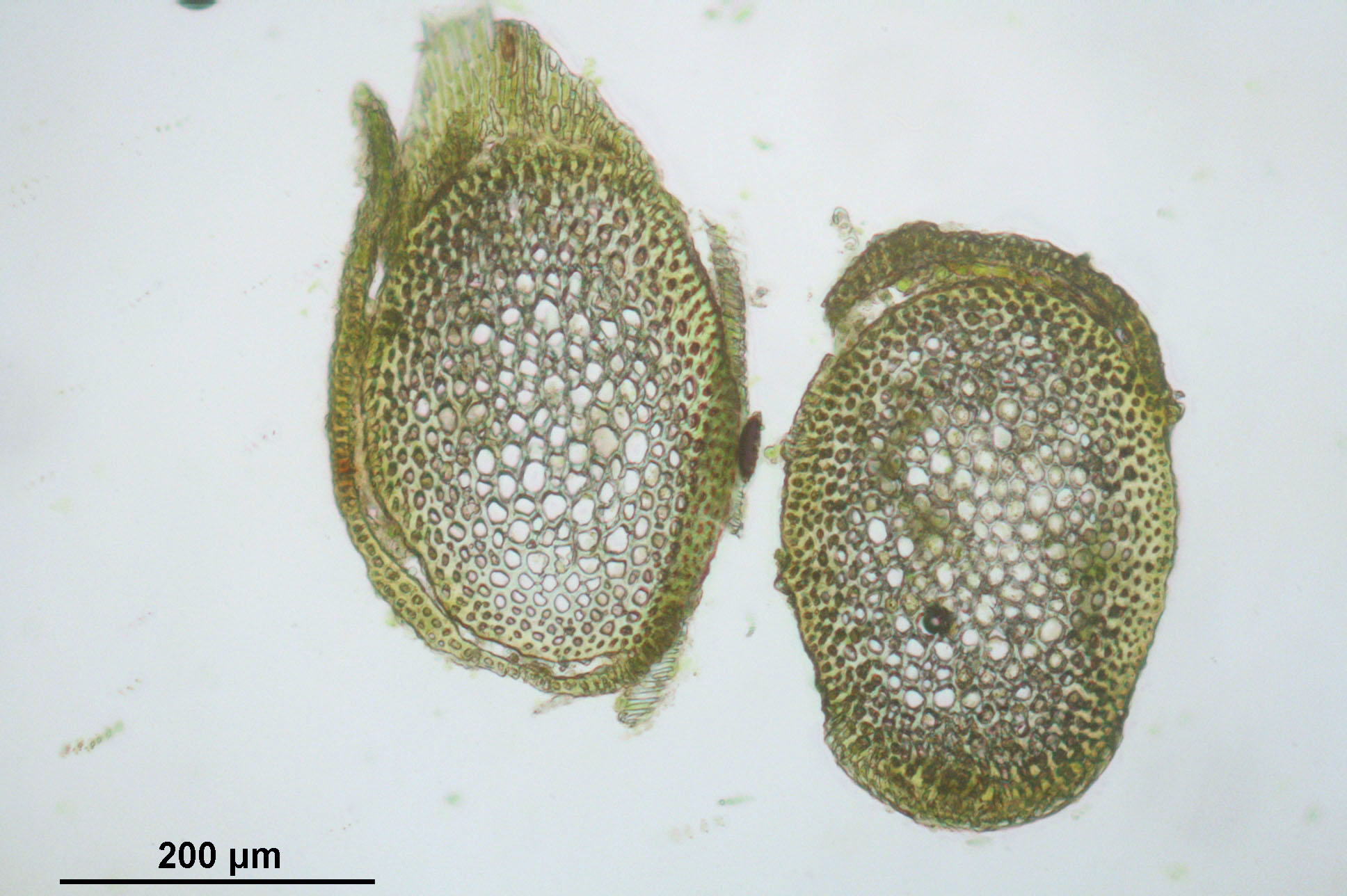
Stengeldoorsnede